# Кузьменко, Иван Пантелеевич
Иван Пантелеевич Кузьменко (1913—1943) — гвардии лейтенант Рабоче-крестьянской Красной Армии, участник Великой Отечественной войны, Герой Советского Союза (1944).

## Биография
Родился в 1913 году в селе Воробьёв (ныне — Репкинский район Черниговской области Украины). После окончания неполной средней школы работал в колхозе. 
В 1941 году был призван на службу в Рабоче-крестьянскую Красную Армию. С августа того же года — на фронтах Великой Отечественной войны. Принимал участие в боях на Сталинградском, Донском и Воронежском и Степном фронтах. К октябрю 1943 года гвардии лейтенант Иван Кузьменко командовал 9-й ротой 22-го гвардейского воздушно-десантного полка 8-й гвардейской воздушно-десантной дивизии Степного фронта. Отличился во время битвы за Днепр.
В ночь с 5 на 6 октября 1943 года под массированным вражеским огнём передовая группа во главе с гвардии лейтенантом Иваном Кузьменко переправилась через Днепр в районе села Вороновка Новогеоргиевского района Кировоградской обл. Украинской ССР. Используя преимущество внезапности, группа осуществила штурм вражеских траншей и закрепилась на захваченном рубеже. При этом были захвачены три вражеские траншеи и 5 ДЗОТов.  Противник предпринял контратаку, в результате которой рота попала в окружение. Иван Кузьменко связался по радио с командиром полка и вызвал огонь "на себя". После артобстрела он поднял своих бойцов в атаку.  Роте удалось вырваться из окружения, но гв. лейтенант Иван Кузьменко в этом бою пал смертью храбрых. .
Во всех донесениях о безвозвратных потерях 8-й Гв. ВДД дата гибели гв. лейтенанта Ивана Кузьменко указана 6 октября 1943 года. [ЦАМО Ф-58, Оп 18001, Д 1156, Стр. 39  ЦАМО Ф-33, Оп 11458, Д 144, Стр. 02] Похоронен на поле боя в районе с. Вороновка (ныне не существует) Новогеоргиевского района (ныне не существует) Кировоградской обл.
Указом Президиума Верховного Совета СССР «О присвоении звания Героя Советского Союза офицерскому, сержантскому и рядовому составу Красной Армии» от 22 февраля 1944 года за «образцовое выполнение боевых заданий командования при форсировании реки Днепр, развитие боевых успехов на правом берегу реки и проявленные при этом отвагу и геройство» был удостоен посмертно высокого звания Героя Советского Союза. Также посмертно был награждён орденом Ленина.